# Килдин-саамски език
Килдин-саамският език е застрашен от изчезване саамски език, който се говори на Колския полуостров в Русия. Най-много говорещи езика има около езерото Ловозеро.

## Писменост
Използва се модифициран вариант на кирилицата.
А Ӓ Б В Г Д Е Ё Ж З Һ И Й Ҋ J К Л Ӆ М Ӎ Н Ӊ Ӈ О П Р Ҏ С Т У Ф Х Ц Ч Ш Щ Ъ Ы Ь Ҍ Э Ӭ Ю Я
Дългите гласни се означават с чертица над буквата (съотв. над двоеточието).